# Madhva
Madhva, ou Madhvacarya (canarês: ಶ್ರೀ ಮಧ್ವಾಚಾರ್ಯರು) (1238-1317) é considerado o fundador de uma escola filosófica vedantista hindu denominada Dvaita (dualismo).
O renascimento hindu foi determinado por Shankara no século VIII, derrotando os argumentos do budismo e praticamente erradicando o budismo do território indiano. 
O budismo rejeita a autoridade de todos os textos védicos, que são a pedra fundamental do hinduísmo, e estabelece o nirvana como sendo a meta espiritual a ser atingida pela entidade viva. O budismo e sua meta independem do conceito de deus, e o nirvana não pode ser considerado como uma entidade, mas como uma situação do “eu.” Para todos os efeitos o budismo é uma religião ateísta. Existem princípios religiosos a serem seguidos (dharma) mas a meta é impessoal, não é a comunhão com qualquer tipo de deidade.
Ao tecer o seu comentário sobre o Brahma-sutra Shankara estabeleceu que a meta a ser alcançada pela entidade viva seria o Brahman, ou o Absoluto, a Realidade Suprema, e deixou uma lacuna no que tange quanto à caracterização do Brahman: seria Ele uma entidade? Estaria aplicado ao Brahman o conceito de substância?
Sábios da escola de advaita anteriores a Shankara, como Gautama, e todos os seus sucessores definiam o Brahman como “advaiya vastu,” ou substância não-dual e inferiam que essa substância poderia ser realizada pelo indivíduo em três aspectos: como o Brahman sem qualificação (impessoal), como o Brahman corporificado (a forma pessoal) e como a forma localizada (paramatma) dentro do próprio “eu” individual.
Ramanuja no século XIII tentou harmonizar as crenças de uma seita religiosa, os shri-vaixnavas fazendo um comentário alternativo ao Brahma-sutra, estabelecendo a filosofia de vishistadvaita, que admitia a possibilidade de um certo dualismo no Brahman não-dual, abrindo assim uma brecha para o teismo filosófico.
Madhva era tido como um brâmane muito erudito, natural de Udupi, e influenciado por uma seita vaixnava local. A adoração que os vaisnaxas fazem de Krishna ou de qualquer outro avatara de Vixnu carece de qualquer preceito ou fundamento védico, uma vez que o Brahma-sutra, considerado a quintessência ou a decisão final de todos os conceitos védicos, jamais considera Vixnu, Xiva, Brahma ou qualquer outro deus mitológico como a Realidade Absoluta, ou Ser Supremo adorável.
Em sua viagem ao sul da Índia Madhva entrou em contato com o os shri-vaixnavas e a filosofia de Ramanuja, que admitia por fim a possibilidade de um aspecto dual ao Brahman.
Posteriormente, Madhva redigiu um comentário ao Brahma-sutra ainda mais radical que o de Ramanuja, estabelecendo a diferenciação entre o Brahman e a alma individual, determinando que a meta a ser alcançada seria a comunhão e harmonia da alma individual com o Brahman em sua forma pessoal, como Krishna.
Muitas seitas vaixnavas adotaram essa filosofia, tais como a seita de Udupi e posteriormente a vertente dos vaixnavas gaudias (da Bengala), que consideram Madhva um dos seus Acaryas (grande mestres) mais proeminentes e santo. 
A escola advaita clássica simplesmente classifica a tese de Madhva como uma heresia, uma inferência sem base lógica ou escritural, portanto não-védica e quando muito de origem tântrica, que visa apenas satisfazer o desejo de autenticidade védica de algumas poucas seitas. Vale lembrar, que a visão  da escola advaita sobre as conclusões  de Madhvacarya são baseadas em uma filosofia impersonalista, onde comprende Deus apenas como uma energia "amorfa" sem forma, Os imersonalistas incapazes de compreender as qualidades transcendentais daquele que criou a humanidade à sua imagem "Deus", negam a forma da suprema personalidade de Deus, Sri Krishna, que possui atratividades ilimitadas em todos os seus aspectos. 
Madhvacarya, compreendeu que: o prazer que se obtem  atravéz da conexão do individuo infinitesimal com a pessoa primordial, a ilimitada Suprema Personalidade de Desus Krishna é superior ao processo impessoal, aja visto que a energia mateial é limitada e a alma ilimitada, não se pode alcançar satisfação espiritual no contato  com a temporaria energia impessoal "energia material" do Senhor Supremo, que é conhecida como Brahman. 
Madhvacarya concluí que apenas por se relacionar com a pessoa Suprema, e isso só é possivel se existe o aspecto de personalidade, é que será  possivel lograr verdadeiro exito da vida humana. No impersonalismo por não  haver relacionamento com Deus em seu aspecto pessoal, o individuo não  sente verdadeiro prazer, pois diferente da natureza eterna de Deus, a natureza impessoal se caracteriza principalmente como temporaria, insatisfazendo assim os intricicos anseios da alma de se conectar com a energia eterna e pessoal de Deus. 